# Авл Плавцій (міський претор)
Авл Пла́вцій (лат. Aulus Plautius; 100 до н. е. — 48 до н. е.) — політичний діяч Римської республіки.

## Життєпис
Походив з плебейського роду Плавціїв. Син Авла Плавція, народного трибуна 70 року до н. е. Про молоді роки мало відомостей. 
У 56 році до н. е. був обраний народним трибуном. У 54 році до н. е. його разом з Гнеєм Планцієм обрали курульним едилом. За наказом римського сенату Авл Плавцій разом із колегою відкарбував срібні денарії з головою богині Кібели. Тоді ж перед сенатом зачитав листа єгипетського фараона Птолемея XII. Під час своєї каденції влаштовував щорічні Мегалезійські ігри.
У 51 році до н. е. став міським претором. У 50-49 роках до н. е. як пропретор керував провінцією Віфінія. У 49-48 роках до н. е. керував провінцією Понт. Помер під час каденції.

## Родина
Сини:
- Марк Плавцій Сілан, претор
- Авл Плавцій